# Бонево (гмина)
Бонево (пол. Boniewo) — сельская гмина (волость) в Польше, входит как административная единица в Влоцлавский повет, Куявско-Поморское воеводство. Население — 3582 человека (на 2004 год).

## Соседние гмины
1. Гмина Хоцень
2. Гмина Ходеч
3. Гмина Избица-Куявска
4. Гмина Любранец